# Saito Hiraga
Saito Hiraga (平賀才人 Hiraga Saito?) es un personaje ficticio y protagonista masculino de la serie de novelas ligeras, manga y anime, Zero no Tsukaima; creado por Noboru Yamaguchi y Eiji Usatsuka. Saito fue transportado desde Tokio, Japón, hacia el reino de Tristania, en el mundo ficticio de Halkeginia por Louise para ser su familiar, un estilo de protector. Saito descubrirá que es en realidad una reencarnación de Gandalfr (La mano izquierda de Dios), un familiar legendario capaz de dominar a la perfección cualquier tipo de arma con sólo tocarla, cuyo misión es proteger a Louise; una maga, considerada mediocre por sus compañeros, pero que se revelará como una poderosa maga del vacío, la magia considerada más fuerte. Saito deberá proteger a Louise y sus nuevos amigos de los ataques de numerosos enemigos e invasiones de otros reinos mientras lucha por adaptarse a un nuevo estilo de vida en un mundo que no comprende, al mismo tiempo busca la manera de regresar a su mundo.
En la tercera temporada del anime, se le es entregado el título de Chevallier. Porta consigo una espada capaz de hablar llamada Derflinger que ha sido propiedad de un Gandalf anterior a él. A pesar de que Louise lo maltrata y lo trata como su esclavo, la ama profundamente y se pone celoso cuando otros chicos están cerca de ella.
En la cuarta temporada del anime es invocado por Tiffania Westwood, por lo que se convierte también en su familiar y se transforma en el único familiar con dos dueños que jamás haya existido, aparte de que Tiffania, al ser una maga del vacío al igual que Louise, se transforma en otro de los cuatro familiares legendarios, cuyas runas se leen como  Lifdrasir (リーヴ Lifdorasiru?), transformándose en la reencarnación de dos leyendas y poseer los poderes de cada uno.

## Historia

### Resumen
Saito es convocado por Louise durante el ritual de invocación del familiar. Y luego es transportado desde Tokio hasta la Academia de Magia de Tristain. En ella, todos los estudiantes de segundo año realizan un ritual con el fin de invocar un familiar, un ser mágico, por lo general un animal, que los acompañará fielmente durante su vida.
Saito sale entonces del portal que invoca Louise cuando llega su turno. Para sorpresa de todos, el familiar invocado es un ser humano, razón de más para que Louise se convierta en la burla de sus compañeros, que ya la consideraban mediocre y la llamaban Louise la Zero, por su falta de dominio sobre ninguna las ramas de la magia. Louise besa a Saito para sellar el contrato con su nuevo familiar. Tras realizar el contrato con Louise aparece en su mano la inscripción , leído como Gundolf (グンドルフ Gundorufu?), haciendo referencia a Gandalfr (ガンダールヴ Gandāruvu?), traducido del noruego como La mano izquierda de Dios, un poder que le permite utilizar con maestría cualquier arma que el utilice con solo tocarla.
Saito no puede comprender, al principio, el idioma que hablan en Halkeginia (en algún punto se da a entender que hablan francés), hasta que un hechizo de silencio mal ejecutado por Louise hace que lo entiende y pueda hablarlo a la perfección. En un comienzo, Saito es considerado un plebeyo por los otros habitantes de la Academia, al no poder usar magia, al contrario que los nobles. Por esta razón nadie le cree que venga de otro mundo y es especialmente despreciado por Louise, que lo considera la confirmación de su fracaso como maga. Louise, entonces, lo trata como a un sirviente, obligándole a cumplir con todo tipo de tareas domésticas, a dormir en el suelo y castigándole severamente cada vez que se rebela contra ella.
No es hasta su duelo con Guiche de Gramont, un mago de tierra talentoso pero presumido, que se descubre su verdadera naturaleza. Durante el duelo, Saito es golpeado numerosas veces por unas valkirias de hierro convocadas por Guiche. Saito, a pesar de ser incapaz de defenderse sin magia se levanta una y otra vez. Finalmente, Guiche convoca una espada y se la ofrece a Saito, advirtiéndole que si la toma no tendrá piedad hacia él. Saito, a pesar de las objeciones de su ama, empuña la espada. En ese momento, las runas de su mano comienzan a brillar, y Saito puede sentir cómo sus fuerzas se recobran, automáticamente adquiere una pericia superior sobre el manejo de la espada, que le permite derrotar a Guiche y sus valkirias con suma facilidad. Pero pierde esta vigorosidad en el momento en que suelta el arma y, por sus numerosas heridas, cae inconsciente.
A partir de ese momento pasa a ser una de las personas más famosas en la academia de magia, respetado por los alumnos y admirado por los sirvientes, quienes lo llaman nuestra espada al ser Saito el único plebeyo que osó enfrentar a un noble y lo derrotó. La única que no demuestra simpatía hace él es Louise, quien, a pesar de mostrar poco a poco sentimientos hacia él, se muestra obsesiva y celosa, castigándolo y llamándolo continuamente perro pervertido.

### Ceremonia de Invocación de Familiares
Al caminar por la calle tras intentar arreglar su portátil, un portal se abre delante de él, cayendo en la Academia de Magia de Tristain. Inicialmente, Saito no tenía idea de dónde estaba, y estaba en perplejidad total.

### Primer intento de escapar de Louise
En su primer intento de huir de Louise, Saito ve a Guiche (Guiche de Gramont) con Katie, una chica de primer año, y escucha la conversación, que utilizó para "insultar" a Guiche, que es el efecto de su lucha. Antes de la pelea que sucedió, él también vio a Kirche con un hombre, luego llegó a la salida. Por desgracia, el grupo se pone al día con él, con el control de Guiche en Saito, para evitar que huyera.

### Lucha de Saito y Guiche
Saito intenta sacar a la luz el secreto de que Guiche estaba saliendo con Katie de primer año, mientras tenía a Montmorency (Montmorency Margarita la Fère de Montmorency) como novia, y luego de hacerlo, Montmorency abofetea a Guiche y lo deja, lo que causa que Guiche quede en vergüenza y rete a Saito a un duelo, el cual acepta y lo fijan más tarde en el campo de la Junta Parroquial. En primer lugar, Louise deja que Saito se enfrente en el partido, más tarde le ruege que abandone, entonces Saito ignora la orden tomando la espada convocada por Guiche, el cual le había dicho que si la tomaba, él lo mataría, esto hace que las runas de su mano comiencen a brillar y Saito sienta que sus fuerzas se recobren, y gracias al poder de Gandalfr, se vuelve un experto con la espada y destruye inmediatamente todas las valkirias de hierro convocadas por Guiche, al soltarla, saito cae inconsciente por sus múltiples heridas.

### Fouquet y el Báculo de la Destrucción
Más adelante, Louise adquirirá una vieja espada para Saito. La misma se revela como Derflinger, una espada mágica, que puede hablar y fue antiguamente propiedad de un Gandalfr anterior a Saito. Se revela que Saito, como Gandalfr, adquiere el dominio sobre cualquier arma que toque, mientras sea real, y no de entrenamiento, por ejemplo.
Ocurre entonces un robo en la academia de magia, perpetrado por Fouquet, una famosa ladrona, de la cual, sin embargo, nadie conoce su verdadera identidad. El objeto robado es un viejo tesoro de la academia, el Báculo de la Destrucción, del que se dice, tiene un poder terrible. Louise y Saito son enviados a recuperarlo, acompañados por sus compañeras, Tabitha (Charlotte Helene Orléans de Gallia) y Kirche (Kirche Augusta Frederica von Anhalt Zerbst), conducidos por Longueville, la secretaria de la academia. Una vez que recuperan el báculo, un gólem de piedra comienza a atacarlos. Louise intenta destruirlo con su magia, pero como era de esperar, esta no surte efecto. Saito entonces salva a Louise y le ordena que se aleje junto con Tabitha y Kirche. Una vez que están ellas fuera de peligro, Saito comienza a luchar contra el gólem, pero se ve superado por el poder de éste. Al verlo en peligro, Louise salta desde Sylphid (el dragón familiar de Tabitha), llevando consigo el Báculo de la Destrucción.
Una vez en tierra, Louise se da cuenta de que no sabe cómo usar el báculo que, para sorpresa de Saito, es en realidad un lanzacohetes M72 LAW, un arma utilizada por las Fuerzas Armadas de los Estados Unidos durante la Segunda Guerra Mundial. Saito entonces toma el arma de las manos de Louise y al tocarla adquiere todo el conocimiento sobre su funcionamiento. Disparando el misil hacia el gólem logra finalmente derrotarlo. Es entonces cuando Longueville revela su verdadera identidad: Fouquet, y había planeado todo para observar cómo se utilizaba el Báculo de la Destrucción. Al intentar usarlo contra los jóvenes el arma no reacciona. Saito entonces aprovecha para inutilizar de un golpe a su enemiga, explicando que el báculo viene de su mundo y es un arma de un solo disparo.
Ya de regreso en la academia, tanto Louise como Tabitha y Kirche son recibidas por el Director Osmond y Colbert, uno de los maestros de la academia. Las tres alumnas son premiadas por recuperar el tesoro robado con un baile en su honor. No obstante, Osmond explica que no pueden recompensar a Saito, puesto que es un plebeyo. Saito entonces afirma que no le interesa ningún tipo de recompensa, sólo poder hablar unas palabras en privado con el director.
Saito explica que él en realidad viene de otro mundo, habla también de la verdadera naturaleza del Báculo y le pregunta a Osmond sobre su origen. El director le relata acerca de un acontecimiento de su juventud, cuando se encontraba luchando contra un dragón y fue socorrido por un hombre (un marine estadounidense de la Segunda Guerra Mundial) que portaba un lanzacohetes, el cual utilizó para matar al dragón, pero murió poco después por numerosas heridas en su cuerpo. Osmond explica, además, que el hombre hablaba una lengua extraña y que portaba otra arma igual a la primera con él. El hombre fue sepultado con el arma que había utilizado. La segunda arma fue bautizada Báculo de la Destrucción y conservada como un tesoro en la academia.

### El compañero de Saito
Derflinger, la espada de Saito desaparece tras una batalla con el dragón ancestral de su poder de fuego en el capítulo 10 de la serie en su cuarta temporada, pero al final se descubre que Derf estaba dentro de la runa Gandalfr y que sigue presente, lo cual lo alegra y lo desconcierta.

## Apariencia
Saito es un joven con ojos azules y pelo negro. Lleva una chaqueta azul, suelta, de manga larga de tipo superior con cuello alto. Llevaba un par de jeans azules, y un par de zapatos de color blanco, de suela de goma.

## Personalidad
Su personalidad es comúnmente alegre pero fácilmente es golpeado cuando alguien es vulnerable, sobre todo Louise, desde el principio es algo pervertido pero esto no se hace notar hasta la segunda temporada, en la cual lo demuestra más. Aunque desea volver a su casa, se aclimata a su nuevo estatus peculiar con relativa rapidez. A pesar de que la mayoría de las chicas de la serie se han enamorado de él, él solo ama a Louise; Como se ve en unos de los capítulos de la última temporada del anime Saito no dudara en sacrificar su vida por los demás diciendo que ese es su deber como caballero.

## Habilidades
Saito, tras convertirse en el familiar de Louise, consiguió la runa Gandalfr, que le permite dominar cualquier arma y volverse más fuerte durante un poco tiempo, sin embargo se convirtió en un espadachín sin necesidad de esta habilidad.

### Runas en la Mano Izquierda
Hay runas grabadas en la mano izquierda de Saito como resultado de ser el familiar de Louise. Estas runas se leen como Gundolf (グンドルフ Gundorufu?), pero les dicen Gandalfr (ガンダールヴ Gandāruvu?), y brillan cuando los poderes Gandalfr se utilizan. Como Gandalfr, un espíritu familiar que aparece para defender un mago del vacío, Saito tiene el poder de cualquier entidad que puede ser utilizado como un arma a un nivel excesivamente alto de destreza. También se hace mucho más fuerte, más rápido y más resistente. Esto se desvanece más o menos rápidamente cuando deja de usar el poder, lo que puede dar lugar a caer inconsciente, si hubiera sido previamente herido. A medida que sus runas están en su mano izquierda, Saito se dice que es "La mano izquierda de Dios", ya que las runas significan eso al ser traducidas.

### Runas en el Pecho
Las consigue después de volverse el familiar de Tiffania Westwood. Estas runas se leen como Lifdrasir (リーヴドラシル Lifdorasiru?) y al igual que las runas de Gandalfr, brillan cuando se utilizan sus poderes. Con estas runas Saito puede aumentar el poder mágico de un mago del vacío aumentando la fuerza del hechizo que este lanza, sin embargo al usar este poder acorta su vida misma y su uso sin control lo llegaría a matar. Al traducir las runas, Saito se dice que es el "Corazón de Dios", lo que le producirá una muerta lenta si las sigue ulitizando.

## Curiosidades
- Saito es tratado por Louise de manera similar a como lo hace Kagome Higurashi con InuYasha, Lamu con Ataru de Urusei Yatsura, Rockna con Mondo de Los Caballeros del Mundo Mon y Sayaka Mine con Yaiba Kurogane de Yaiba
- Saito es un humano transportado a un mundo mágico como los protagonistas de Maze the Megaburst Space y El Hazard

- Datos: Q6117014